# Кошенцин (гмина)
Кошенцин (пол. Koszęcin) — сельская гмина (волость) в Польше, входит как административная единица в Люблинецкий повет, Силезское воеводство. Население — 11 453 человека (на 2004 год).

## Демография
| Перепись                       | Всего   | Всего | Женщины | Женщины | Мужчины | Мужчины |
| ------------------------------ | ------- | ----- | ------- | ------- | ------- | ------- |
| Единицы                        | человек | %     | человек | %       | человек | %       |
| Население                      | 11 453  | 100   | 5819    | 50,8    | 5634    | 49,2    |
| Плотность населения (чел./км²) | 89,1    | 89,1  | 45,3    | 45,3    | 43,8    | 43,8    |

## Солецтва
1. Брусек
2. Вежбе
3. Кошенцин
4. Пилка
5. Русиновице
6. Садув
7. Стшебинь
8. Цешова

Кроме того не имеют статуса солецтв следующие населённые пункты: Буковец, Дольник, Ирки, Крывалд, Липовец, Лазы, Новы-Двур, Пронды, Жице

## Соседние гмины
1. Гмина Боронув
2. Гмина Хербы
3. Калеты
4. Гмина Кохановице
5. Люблинец
6. Гмина Творуг
7. Гмина Возники